# David Carson Fuls
David Carson Fuls (...) è un astronomo statunitense.

## Studi
Fuls ha inizialmente studiato presso il Dipartimento di Fisica e Astronomia alla Stephen Fuller Austin State University, lavorando anche come tecnico di laboratorio, per poi passare alla Texas A&M University dove ha studiato presso l'Istituto del ciclotrone, situato a College Station, dal 2007 al 2010. Nel maggio 2015 ha ricevuto la laurea magistrale (M.S.) presso la Stephen Fuller Austin State University.

## Carriera
Dal 2015 al 2023 ha lavorato presso il Lunar and Planetary Laboratory dell'Università dell'Arizona lavorando al programma di ricerca astronomica Catalina Sky Survey.

## Scoperte
Ha scoperto o coscoperto dieci comete: P/2017 D1 Fuls, C/2017 U2 Fuls, C/2018 R4 Fuls, 407P/PANSTARRS-Fuls, P/2021 N2 Fuls, la C/2021 Q4 Fuls , la C/2021 T2 Fuls , la P/2021 V2 Fuls , la C/2023 T3 Fuls  e la C/2023 U1 Fuls .

## Riconoscimenti
Nel 2007 gli è stato assegnato il Outstanding Physics Student Award.
Gli è stato dedicato un asteroide, 22963 Fuls .